# カルロス・ルイス・デ・ボルボン (モンテモリン伯)
カルロス・ルイス・デ・ボルボン・イ・ブラガンサ（スペイン語: Carlos Luis de Borbón y Braganza, 1818年1月31日 - 1861年1月13日）は、スペインの王族。モンテモリン伯（Conde de Montemolín）。カルリスタ王位請求者としてカルロス6世（スペイン語: Carlos VI）を称した。

## 生涯
スペイン王子カルロスとポルトガル王女マリア・フランシスカの長男としてマドリード王宮で生まれた。1833年に父カルロスがスペインから追放されると、家族でポルトガルとイギリスへ向かい、青年期を同地で過ごした。1845年にカルリスタの王位を父カルロス5世から譲られて引き継いだ。1846年に勃発した第二次カルリスタ戦争で王として擁立されたが、カルロス・ルイスがスペインに入る前にマドリードの政府軍に鎮圧された。
1850年7月、両シチリア王フランチェスコ1世の五女マリア・カロリーナと結婚したが、子供はできなかった。
1860年のカルリスタの蜂起の最中、三弟のフェルナンドとともに逮捕されて王位請求権の放棄を強制され、後に解放された。1861年1月13日、突然何の前触れもなく急死した。1月2日に弟のフェルナンドが、1月14日に妻マリア・カロリーナが死去している。死因はチフスによるもの（マリア・カロリーナは夫を看病していたことによる感染）と推測されている。3人の遺体はトリエステ大聖堂のサン・カルロ・ボッローメオ礼拝堂内に埋葬された。カルリスタ王位請求者の地位は次弟のモンティソン伯フアン・カルロスが継承した。